# Calisoga
Calisoga là một chi nhện trong họ Nemesiidae.
Calisoga được miêu tả năm 1937 bởi Chamberlin.

## Các loài
Calisoga có các loài sau:
- Calisoga centronetha (Chamberlin & Ivie, 1939)
- Calisoga sacra Chamberlin, 1937
- Calisoga theveneti (Simon, 1891)